# Феруцій

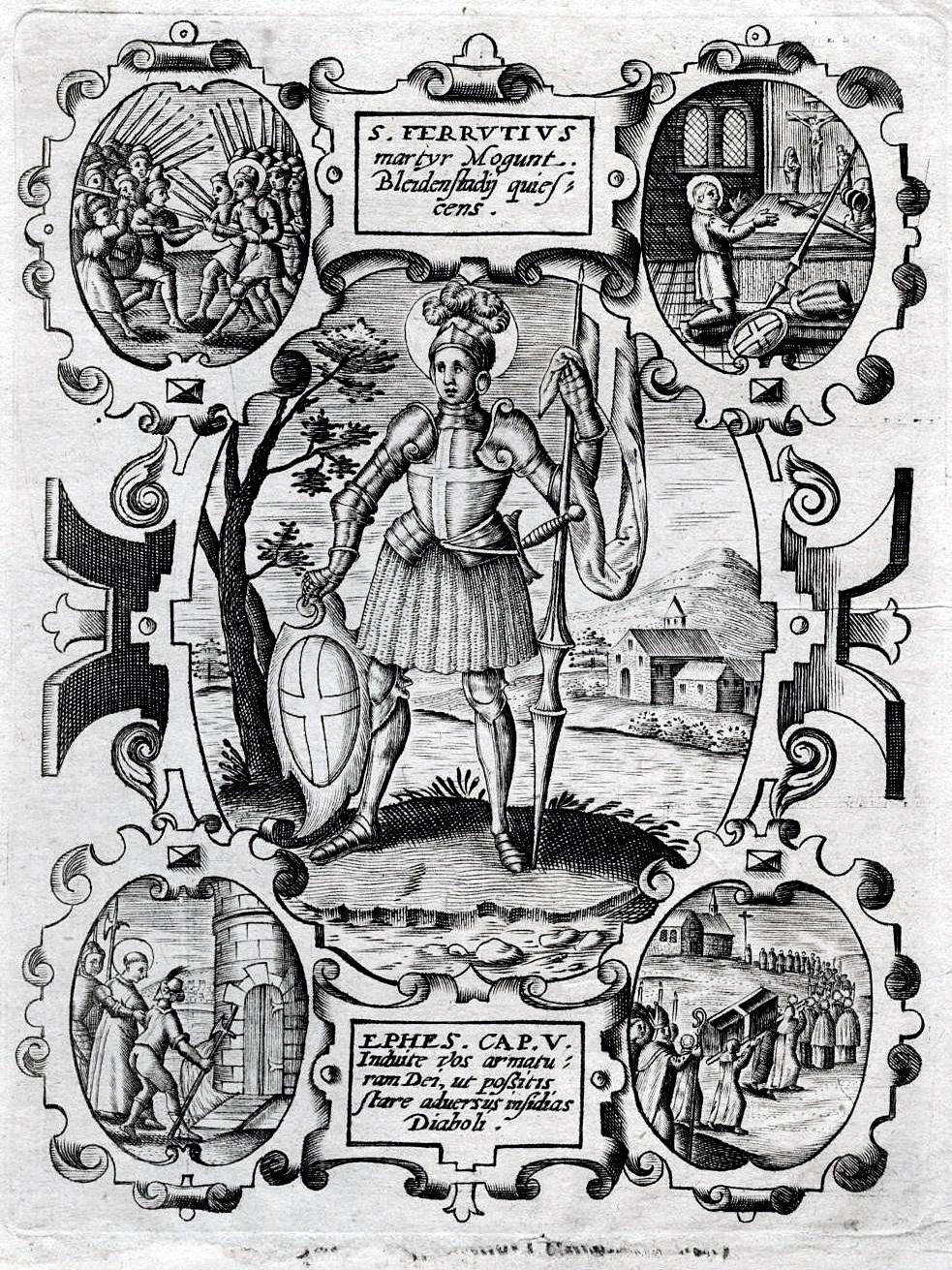
Гравюра святого Феруція та його життя, близько 1700 року

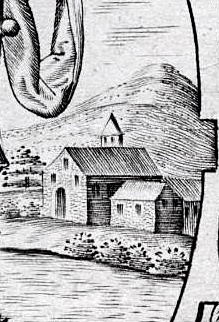
Колегійна церква святого Феруція Блайденштадта. Історичний вигляд з гравюри, 17 століття

Святий Феруцій (* 300, † IV ст.) — римський солдат у Могонтіаку, сьогоднішній Майнц. Його атрибут — пальмова гілка. Його свято в єпархіальному календарі єпархії Майнца - 29 жовтня.

## Життя та вшанування
Про його життя відомо мало. Він був розміщений у Могонтіакумі, провінція Верховної Німеччини близько 300 року під час проведення Діоклетіанових реформ та найжорстокішої хвилі переслідувань проти християн.
Ферруцій мав вибір служити у війську або залишити свою військову кар’єру і перейти до християнства. Він був засуджений невідомою особою, як християнин, а потім в темниці, ймовірно кинутий в Castellum (Mainz-Kastel), де він голодував аж до смерті. Так він став мучеником. Його оригінальне місце поховання також було в Кастелі.
Його канонізував папа Євген І. Його кістки були привезені до Блайденштадта в 778 році за наказом архієпископа Лулла і пробули там до 1632 року. Його наступник архієпископ Ріхльф мав чудову монастирську церкву, збудовану в 812 році. Сьогодні ця церква є однією з найстаріших східних церков у Рейні, але була зруйнована в 1632 році та перебудована в епоху бароко, включаючи старі будівлі.
Під час чергового перекладу у Тридцятилітній війні мощі були передані єзуїтам у Майнці, щоб врятувати їх від шведів. Однак кістки були втрачені під час облоги Майнца (1793 р.), Коли єзуїтська церква та навіціат були обстріляні коаліційними військами Пруссії та Австрії в ніч з 28 на 29 березня. У червні 1793 р. місто впало.
Мегінхард фон Фульда написав проповідь про святого Феруція, яка, однак, мало сходиться в історичному плані. Кажуть, що Рабанус Мавр написав епіграму на честь заслуг святого Феруція.